# セント・メアリーズ島 (シリー諸島)
セント・メアリーズ (英語: St Mary's,コーンウォール語: Ennor, 本土を意味する) は、イギリスのコーンウォールの南西海岸沖にある群島。セント・メアリーズ島は、シリー諸島で最大かつ最も人口の多い島である。シリー諸島とその行政の中心地ヒュー・タウンがある。

## 概要

シリー諸島とセントメアリーズ島（赤）

セント・メアリーズ島の面積は6.58km2 (2.54 sq mi) — シリー諸島の総面積の40％ — これには、干潮時にセントメアリーズ島とつながる4つの小さな潮汐の島、トールズ島、テイラーズ島、ニューフォード島、イニシデン島が含まれる。
人口は1,723人（シリー諸島の総人口2,203人のうち） セント・メアリーズ島は比較的人口密度が高く、シリー諸島の平均の2倍の人口密度を誇っている。セント・メアリーズの住民の大多数は島の西半分に住んでおりヒュー・タウンだけでも人口は1,097人である。

## 交通
セント・メアリーズ島は、シリー諸島で唯一、重要な道路網があり、公道がある唯一の島である。これには、英国の番号付けスキーム（ A3110）のゾーン3で番号が付けられた3本のA道路（全長4.7マイル）が含まれている。
2005年には、セント・メアリーズには619台の自動車が確認されている。島にはタクシーとバスツアーもあり、シリー諸島の車両は、毎年のMOTテストから免除されている 。
島にはセント・メアリーズ空港があり、現在、シリー諸島スカイバスが運航する航空機のみが、ランズ・エンド空港、ニューキー空港、およびエクセター空港（冬季を除く）との間で運航されている。ヘリコプターよる輸送は、ペンザンスヘリポートの英国国際ヘリコプターによって運営されていた。1964年に開始されたこのサービス（当時はBEAヘリコプターによって運営）は、2012年10月末をもって終了している。
海上では、 シリー諸島蒸気船会社がペンザンスからの旅客および貨物サービスを提供している。ペンザンスは現在、GryMaritha貨物船がサポートするScillonianIII旅客フェリーによって運航されている。セント・メアリーズ島と他の島々は、船により接続されている。セントメアリーズ（およびシリー諸島）の主要な港はヒュータウンにあり、セントメアリーズハーバーと呼ばれている。島の周り、旧市街、ペンドラセン、ウォーターミルコーブ、ポースルーなどの自然の港の場所には、さらに船台と小さな埠頭がある。